# 科隆 (巴拿马)
科隆，又譯作科倫、个朗，是巴拿马第二大城市與科隆省首府，位于北部加勒比海畔巴拿马运河河口。人口204,000（2000年）。本市以克里斯托弗·哥伦布命名；而本市居住的美裔人口称其为阿斯平沃尔（Aspinwall），以巴拿马铁路建设者威廉·亨利·阿斯平沃尔命名。